# Yasunari Hiraoka
Pour les articles homonymes, voir Hiraoka.
Yasunari Hiraoka (平岡 靖成, Hiraoka Yasunari) est un footballeur japonais né le 13 mars 1972.